# Ana María Luisa de Orleans
Ana María Luisa de Orléans (Palacio del Louvre, 29 de mayo de 1627-Palacio del Luxemburgo, 3 de abril de 1693), conocida como La Grande Mademoiselle, fue una noble francesa, hija de Gastón de Orléans y María de Borbón, duquesa de Montpensier, siendo por lo tanto, nieta del rey Enrique IV de Francia  y prima hermana de Luis XIV. Algunos de los títulos que ostentaba fueron el de hija de Francia, delfina de Auvernia, duquesa de Montpensier, de Saint-Fargeau y de Châtellerault.

## Trayectoria
La historia la conoce como la Gran Mademoiselle, título que utilizó siempre (porque su apellido es, asimismo, un título) Mademoiselle por parte de su padre, Gastón de Francia (1608-1660), llamado Monsieur en tanto que hermano menor del rey Luis XIII. Gastón fue llamado el Gran Monsieur por oposición al hermano de Luis XIV, el Pequeño Monsieur; por extensión, ella fue la Gran Mademoiselle. Heredó el título de duquesa de Montpensier de su madre, María de Borbón, riquísima y única heredera de una rama menor de los Borbones. Al morir sin descendencia, su título de duquesa de Montpensier pasó a Isabel Carlota del Palatinado, segunda esposa de su primo hermano Felipe I de Orléans. 
Su firma era Ana María Luisa de Orléans.

### Vida privada
Al nacer, en 1627, era ya la más rica heredera del reino de Francia. En sus memorias critica la opinión según la cual: "los grandes bienes que le dejó su madre al morir podían consolarla por su pérdida". Hubo un intento de matrimonio con el rey, su primo, once años menor que ella, pero el Cardenal Mazarino se opuso a ese matrimonio. La duquesa, en venganza, se unió a su padre en el clan de la Fronda que se enfrentó al poder real. 

### Supuesto matrimonio

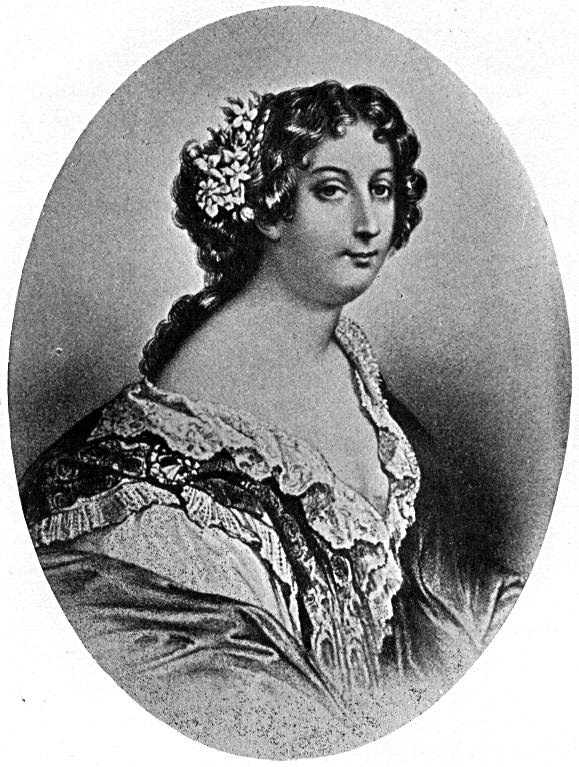
Retrato de Ana María Luisa de Orléans.

El episodio más célebre de su vida fue su aventura, a partir de 1670, cuando contaba 43 años, con Antoine Nompar de Caumont, duque de Lauzun, un gentilhombre atractivo y veleidoso, seis años menor que ella. Lauzun pasó diez años encerrado en la ciudadela de Pignerol. Para hacerle salir, la Gran Mademoiselle tuvo que prometer que legaría sus bienes al hijo bastardo de Luis XIV, el duque de Maine. Se casó secretamente con Lauzun –aunque todavía hoy esto se pone en duda- pero no fue feliz. Lauzun la abandonó enseguida –a menos que no fuera ella misma quien le abandonara-, para seguir con su carrera de cortesano ambicioso y seductor consumado.

## La Fronda
Después de los sucesos de la Fronda, Ana María fue exiliada a sus tierras de Saint-Fergeau; de 1652 a 1657, se dedicó a escribir sus Memorias en las que vertió sus recuerdos como en una desgarradora confesión. Habla de sí misma, explica sus estados de ánimo sin ningún pudor y con cierto talento, no exento de egocentrismo. Sus memorias son un testimonio importante y clarificador sobre la vida de una mujer en el siglo XVII, prisionera de su educación y de su rango en la Corte del Rey Sol.
Fue enterrada en la basílica de Saint-Denis. Su tumba, como la de todos los reyes, príncipes y dignatarios que reposan en este lugar, fue profanada por los revolucionarios en 1793.
| Predecesor: María de Borbón                   | Duquesa de Montpensier 1627-1693 | Sucesor: Felipe de Francia             |
| Predecesor: María de Borbón                   | Delfina de Auvernia 1627-1693    | Sucesor: Isabel Carlota del Palatinado |
| Predecesor: María de Borbón                   | Princesa de Dombes 1627-1693     | Sucesor: Luis Augusto de Borbón        |
| Predecesor: María de Lorena, duquesa de Guisa | Príncipe de Joinville 1688-1693  | Sucesor: Felipe I de Orleans           |
| Predecesor: Ninguna                           | Mademoiselle 1627-1662           | Sucesor: María Luisa de Orleans        |

- Datos: Q231832
- Multimedia: Anne Marie Louise d'Orléans, Duchess of Montpensier / Q231832